# (8212) Naoshigetani
(8212) Naoshigetani (1995 EF1) – planetoida z pasa głównego asteroid okrążająca Słońce w ciągu 3,69 lat w średniej odległości 2,39 au. Odkryta 6 marca 1995 roku.